# Oraura aurora
Oraura aurora är en fjärilsart som beskrevs av Sergius G. Kiriakoff 1962. Oraura aurora ingår i släktet Oraura och familjen tandspinnare. Inga underarter finns listade i Catalogue of Life.